# ألبرت ر. ماير
ألبرت ر. ماير (بالإنجليزية: Albert R. Meyer) هو عالم حاسوب ومهندس أمريكي، ولد في نوفمبر 1941.

## وصلات خارجية
- الموقع الرسمي